# アウトドローモ・テルマス・デ・リオ・オンド
アウトドロモ・テルマス・デ・リオ・オンド (スペイン語: Autódromo Termas de Río Hondo) は、アルゼンチンサンティアゴ・デル・エステロ州テルマス・デ・リオ・オンドに位置するサーキット。

## 概要

旧レイアウト (2007–2012)

2007年に完成した本サーキットは、2012年にイタリア人設計家のヤルノ・ザッフェーリの設計を元に全面的な改修が行われた。
2013年には世界ツーリングカー選手権第15-16戦を開催し、MotoGPとMoto2の公式テストが行われた。同年ロードレース世界選手権アルゼンチングランプリが開催される予定であったが、アルゼンチン政府によるレプソルYPFの再国有化およびアルゼンチンへのガス輸出の取り消しによって、レプソルがスポンサードするレプソル・ホンダの安全が懸念され、開催の一年の延期が強いられた。
2014年に15年ぶりにロードレース世界選手権アルゼンチングランプリを開催した。
その他本サーキットではTC2000、ツーリスモ・カレテラ、フォーミュラ・ルノーなどが開催される。
2021年2月5日、サーキット施設内で大規模火災が発生し、ピットビルは焼失し、プレスルームやVIPエリアにも影響が及んだ。ミュージアムやコントロールタワー、メディカルセンターは被災を免れた。その後再建工事が行われ、2022年4月にアルゼンチンGPが行われた。

## 記録
| イベント                                    | クラス            | タイム   | 車両                 |
| ------------------------------------------- | ----------------- | -------- | -------------------- |
| 2014年のアルゼンチングランプリ              | MotoGP            | 1:37.683 | ホンダ・RC213V       |
| 2015 Argentinian Súper TC 2000 Championship | STC2000           | 1:43.119 | フィアット・リネア   |
| 2014 FIA WTCC Race of Argentina             | WTCC              | 1:43.766 | シトロエン・Cエリゼ  |
| 2014年のアルゼンチングランプリ              | Moto2             | 1:43.961 | カレックス           |
| 2013 Argentinian TC 2000 Championship       | TC2000            | 1:45.336 | シボレー・クルーズ   |
| 2014年のツーリスモ・カレテラ                | Turismo Carretera | 1:46.865 | フォード・ファルコン |
| 2014年のアルゼンチングランプリ              | Moto3             | 1:49.109 | ホンダ・NSF250RW     |